# 村川大介
村川 大介（むらかわ だいすけ、1990年12月14日 - ）は、関西棋院所属の囲碁棋士。兵庫県西宮市出身。森山直棋九段門下。
十段位1期（2014年）、王座位1期（2016年）。井山裕太より年下で井山から七大タイトルを奪取した初の棋士でもある。
11歳10か月でのプロ入りは、当時の関西棋院最年少記録。囲碁界初の平成生まれかつ1990年代生まれで、2004年に廃止された大手合を経験した最年少の棋士でもある。

## 来歴
囲碁愛好家の父に5歳で囲碁を教えられ、その後小学校に入ると碁会所に通うなどをして、実力をつける。
1999年、西宮市立鳴尾北小学校3年生で少年少女囲碁大会に出場し、柳澤理志などに勝ち3回戦まで進むも、敗退。同年、関西棋院院生となる。
2002年11月1日、小学6年生・11歳10か月にしてプロ入りを果たす。橋本昌二・結城聡の持つ関西棋院の最年少プロ入り記録12歳1か月を2か月更新した。日本の棋士全体で見ても、日本棋院での趙治勲の11歳9か月に次ぐ年少記録（当時）。
2005年、第7回本因坊秀策杯（非公式戦）で優勝。2006年には第32期碁聖戦で自身初の七大棋戦本戦進出を果たした（1回戦で山下敬吾に敗退）。2009年、第6回中野杯（非公式戦）で優勝。
2010年、第7回中野杯で優勝し2連覇。第15回三星杯では本戦出場を決める活躍を見せた。第54期関西棋院第一位決定戦では結城聡第一位への挑戦権を得、11月5日、2連勝で第一位奪取。10代の棋士が第一位を襲位するのは史上初で、最年少記録を更新するとともに、タイトル獲得による昇段規定で七段に飛付昇段。同年には16連勝も記録しており、関西棋院賞利仙賞（敢闘賞）及び連勝賞を受賞した（いずれも初受賞）。
2011年9月22日、第7回産経プロアマトーナメント戦決勝で倉橋正行を降し、優勝。第一位に続き、関西棋院独自棋戦を2つとも占めた。更に9月26日、七段昇段のため最後のチャンスとなった第36期新人王戦で安斎伸彰との決勝三番勝負を2連勝で制し、関西棋院に結城聡以来18年ぶりに新人王タイトルをもたらした。第55期関西棋院第一位決定戦では坂井秀至の挑戦を受けるも、11月19日に0勝2敗で敗れ防衛ならず。新人王位獲得や年間最多勝（35勝）などが評価され、関西棋院賞の最優秀棋士賞を初受賞。
2012年2月、国際戦の第4回BCカード杯予選で、伊田篤史とともに本戦入り。日本勢のBCカード杯予選突破は史上初。6月、中国乙級リーグに初めて参戦する日本チームの一員（趙治勲・伊田篤史・一力遼）として参戦も、チームは最下位に終わり丙級へ降格となる。10月4日、関西棋院第一位決定戦で第一位坂井秀至に挑むも2連敗で奪取ならず。31日、第8回産経プロアマトーナメント決勝で、中野泰宏を降し2連覇。11月8日、第38期名人戦最終予選で小松英樹を降し、初の三大棋戦リーグ入りを果たす。
2013年3月28日、第38期棋聖戦最終予選で坂井秀至を降し、棋聖戦初のリーグ入り。これにより3大リーグの2つに同時に入ることとなった。前年12月から8月まで行われた第38期名人戦リーグでは4勝4敗の6位で残留。10月5日、第20期阿含・桐山杯決勝で、同年の誕生日が8日違いの志田達哉を降し、全員参加棋戦での初優勝を果たす。この優勝は、関西棋院初の阿含・桐山杯優勝となった。第38期棋聖戦ではBリーグ4勝1敗で序列最下位ながら首位となり挑戦者決定戦に進出したが、11月14日、Aリーグ1位の山下敬吾に敗れた。
2014年第10回春蘭杯にシード選手として出場。中国の連笑に勝利しベスト16に進出するも、時越に敗れた。第39期名人戦リーグ残留。9月11日、第62期王座戦本戦決勝で林漢傑を倒し、井山裕太王座（六冠）への挑戦権を獲得。七大タイトル初挑戦となる。10月30日、瀬戸大樹を降し、2年ぶり通算3度目の産経プロアマトーナメント優勝。第39期棋聖戦では挑戦者決定戦に進出したものの、11月13日、前年に続き山下敬吾に敗退。10月21日に開幕した第62期王座戦五番勝負（対井山裕太六冠）では、第2局・第4局に勝利すると12月16日の第5局も制し王座奪取。初七大タイトル挑戦で奪取に成功した。第29期王座の橋本昌二九段以来となる、関西棋院の棋士の王座位獲得(4人目)。また、木谷一門・平成四天王・井山裕太以外では2002年の王銘琬以来12年ぶりの王座獲得となった。
2015年、4段階リーグ方式が施行された第40期棋聖戦では前期成績によりSリーグ入り。第40期名人戦リーグ残留、第40期碁聖戦では本戦ベスト4。棋聖戦Sリーグでは3勝2敗の2位となり挑戦者決定トーナメントに進出。山田規三生に勝利し、11月9日、山下敬吾（Sリーグ1位）に挑んだが敗れ挑戦手合進出はならず。11月19日、第63期王座防衛戦は井山裕太四冠のリターンマッチに0勝3敗と完敗し失冠した。
2016年3月1日、第17回農心辛ラーメン杯世界囲碁最強戦の第10戦で、中国最強の棋士の1人である古力を撃破する。5月18日、山下敬吾に勝利し第41期碁聖戦の挑戦権を手にしたが、7月28日、井山裕太七冠に3連敗して敗退。第41期名人戦リーグは挑戦権を獲得した高尾紳路に唯一の黒星をつけたものの、6勝2敗で2位。第41期棋聖戦Sリーグは3位で残留。天元戦本戦ベスト4。
2017年、第42期名人戦リーグでは4勝4敗で残留したが、第42期棋聖戦Sリーグは2勝3敗の5位で降格。第38期棋聖戦でリーグ入りして以降初の降格となった。一方で、5月15日にはおかげ杯（第8回、非公式戦）で自身初の優勝を遂げている。
2018年1月25日、第56期十段戦本戦決勝で志田達哉七段に勝利し挑戦手合進出。井山裕太七冠に挑んだものの、4月12日、3連敗し敗退。第43期棋聖戦Aリーグは四者が5勝2敗で並ぶ展開となり、序列1位の村川が1位となった。挑戦者決定トーナメントでは、10月8日、Cリーグ1位の大西竜平に敗退。12月18日、第14回産経プロアマトーナメント戦決勝戦で清成哲也を破り、同棋戦4年ぶり4回目の優勝。産経プロアマ戦は第14回で休止となり、最後の優勝者となった。
2019年、第57期十段戦で前期に引き続き、井山裕太五冠への挑戦権を得る。井山との直近の挑戦手合は3連続で全敗敗退となっていたが、4月19日、3勝1敗で十段位を奪取した。5年ぶりの七大タイトル獲得で通算2期となり、翌日九段昇段。この十段戦は、平成最後のタイトル戦でもあった。第44期棋聖戦Sリーグでは1位から4位までが3勝2敗で並んだが、序列により村川は4位止まり。
2020年第58期十段戦では芝野虎丸名人王座の挑戦を受ける。井山裕太以外の棋士との七大タイトル挑戦手合は初めてだったが、6月25日、1勝3敗で失冠する。第45期名人戦リーグでは、2勝6敗の8位で陥落。第46期最終予選でも決勝で本木克弥に敗れ、2012年から続いていた名人戦リーグ在位は連続8期で途絶えた。11月5日、3連覇中の余正麒第一位に挑んだ第64期関西棋院第一位決定戦は2連敗で敗退。
2021年は、前年の第45期棋聖戦Sリーグが3勝2敗の3位、第59期十段戦で2021年1月14日に余正麒に敗れ本戦ベスト4などに終わり、4年ぶりに七大タイトル挑戦手合出場はならなかった。第68回NHK杯では自己最高のベスト4（3月14日〈放送日〉、準決勝で余正麒に敗退）。第46期棋聖戦Sリーグでは、前年に続き3勝2敗の3位。
2022年、第47期棋聖戦Sリーグは1勝4敗の6位で陥落。第66期関西棋院第一位決定戦では5連覇中の余正麒第一位に挑むも、10月17日に2連敗で敗れた。12月11日の関西囲碁オープン2022（非公式戦）では、トップクラスの決勝戦で井山裕太に半目勝ちし優勝。

## 人物・エピソード
- 棋風は力碁を身上とし、積極的な攻めが特長[19][20]。趣味は将棋やプロ野球の観戦、ゴルフなど[2][19]。阪神ファン[2][19]。
- 2017年に結婚。囲碁関係者の交流の場で知り合い、妻もアマ初段ほどの実力を持つ[21][22]。
- 井山裕太と初めて会ったのは小学校低学年の時。当時の井山は既に小学2年生で少年少女囲碁大会で優勝するなど有名になっており、練習対局を申し込むと4子局の置き碁を提案されたという[23]。親しくなったのは互いにプロ入りした後、村川が15歳の頃で、2人での研究会などもよく行った[23]。2010年のインタビューでは井山について「学年が僕より一つ上ということもあって意識します。よく一緒に勉強しますが、倒したい相手でもあります」と語っており[5]、実際にタイトル戦で何度も戦うことになった。村川の獲得した2つの七大タイトルは、いずれも井山から奪取したものである。
- 棋聖戦ではSリーグ6期、2リーグ制時代も含めれば通算8期リーグ入りしており、名人戦リーグも通算8期在籍と活躍している。その一方で、本因坊戦ではリーグ入りを経験していない。
- 2021年5月24日には、囲碁界を代表して東京オリンピックの聖火リレーに参加した[24]。

## 昇段履歴
- 2002年 初段
- 2004年6月21日 二段（大手合）
- 2005年6月30日 三段（勝星規定）
- 2007年4月1日 四段（賞金ランク）
- 2008年4月1日 五段（賞金ランク）
- 2010年11月6日 七段（関西棋院第一位決定戦優勝）
- 2014年12月17日 八段（タイトル1期〈王座〉）
- 2019年4月20日 九段（タイトル2期〈十段〉）

## 主な成績

### 獲得タイトル
総獲得タイトル数9（うち七大タイトル2）
- 王座 1期 (2014年・第62期)
- 十段 1期 (2019年・第57期)
- 阿含・桐山杯 1期（2013年・第20期）
- 関西棋院第一位 1期（2010年・第54期）
- 新人王 1期（2011年・第36期）
- 産経プロアマトーナメント戦 4回（2011、2012、2014、2018年・第7、8、10、14回）

### 非公式戦
- おかげ杯 （2017年・第8回）
- 中野杯U20選手権 2回（2009、2010年・第6、7回）
- 関西囲碁オープン トップクラス（2022年・第3回）
- ペア碁選手権戦 2回（2016年第22回王景怡とのペア、2020年第26回奥田あやとのペア）

### 主要な良績
- 棋聖戦 リーグ入り通算8期
  - 2リーグ方式（第25-39期）: 挑戦者決定戦進出 2期（第38-39期）、リーグ入り2期（第38-39期）
  - 4段階リーグ方式（第40期-）: 挑戦者決定T進出 3期（第40、43・49期）、Sリーグ入り6期（第40-42、44-46期）
- 名人戦 リーグ入り9期（第38-45・50期）
- 碁聖戦 挑戦敗退1回（2016年・第41期）
- 十段戦 挑戦敗退1回（2018年・第56期）
- 関西棋院第一位決定戦 挑戦敗退4回（2012、2016、2020、2022年・第56、60、64、66期）
- 産経プロアマトーナメント戦 準優勝2回（2015-2016年・第11-12回）

## 受賞履歴
関西棋院賞
- 最優秀棋士賞 4回
- 利仙賞 6回
- 日本文化会館(連勝)賞 1回
- 永井(将来性)賞 3回
- 吉田賞 3回
- 新人賞 1回

## 年表
| - 年は挑戦手合が基準。予選や本戦・リーグ戦は前年もしくはそれ以前にも行われる。 - タイトル戦の欄の氏名は対戦相手。うち、色付きのマス目は獲得（奪取または防衛）。青色は挑戦者または失冠。黄色はリーグ入り。 |

|        | 棋聖                | 十段           | 本因坊 | 碁聖           | 名人           | 王座           | 天元           | 第一位      | 他棋戦        | 関西 棋院賞 | 備考 |
| ------ | ------------------- | -------------- | ------ | -------------- | -------------- | -------------- | -------------- | ----------- | ------------- | ----------- | ---- |
| 1-3月  | 3-4月               | 5-7月          | 6-8月  | 9-11月         | 10-12月        | 10-12月        |                | 第一位      | 他棋戦        | 関西 棋院賞 | 備考 |
| 2002年 |                     |                |        |                |                |                |                |             |               |             | 入段 |
| 2003年 |                     |                |        |                |                |                |                |             |               |             |      |
| 2004年 |                     |                |        |                |                |                |                |             |               |             | 二段 |
| 2005年 |                     |                |        |                |                |                |                |             |               |             | 三段 |
| 2006年 |                     |                |        |                |                |                |                |             |               | 新          |      |
| 2007年 |                     |                |        | 本戦 初戦敗退  |                |                |                |             |               |             | 四段 |
| 2008年 |                     |                |        |                |                |                |                |             |               |             | 五段 |
| 2009年 |                     |                |        | 本戦 初戦敗退  |                |                |                |             | 中野杯        | [ 注 2 ]    |      |
| 2010年 |                     |                |        | 本戦 2回戦敗退 |                |                | 本戦 初戦敗退  | 結城聡 oo   | 中野杯        | 利 連       | 七段 |
| 2011年 |                     |                |        |                |                | 本戦 ベスト8   | 本戦 2回戦敗退 | 坂井秀至 xx | 新人王 産経PA | 最          |      |
| 2012年 |                     | 本戦 2回戦敗退 |        |                |                |                | 本戦 初戦敗退  | 坂井秀至 xx | 産経PA        | 利          |      |
| 2013年 |                     |                |        |                | リーグ 6位     | 本戦 ベスト8   |                |             |               | 利          |      |
| 2014年 | Bリーグ1位 挑決敗退 |                |        |                | リーグ 6位     | 井山裕太 xoxoo | 本戦 初戦敗退  |             | 産経PA        | 最 吉       | 八段 |
| 2015年 | Bリーグ1位 挑決敗退 | 本戦 初戦敗退  |        | 本戦 ベスト4   | リーグ 6位     | 井山裕太 xxx   | 本戦 初戦敗退  |             |               |             |      |
| 2016年 | Sリーグ 2位         |                |        | 井山裕太 xxx   | リーグ 2位     | 本戦 ベスト8   | 本戦 ベスト4   | 結城聡 xx   | ペア碁        | 利 吉       |      |
| 2017年 | Sリーグ 3位         | 本戦 初戦敗退  |        | 本戦 2回戦敗退 | リーグ 3位     |                | 本戦 初戦敗退  |             | おかげ杯      | 利          |      |
| 2018年 | Sリーグ 5位陥落     | 井山裕太 xxx   |        | 本戦 初戦敗退  | リーグ 6位     | 本戦 ベスト4   |                |             | 産経PA        | 最 吉       |      |
| 2019年 | Aリーグ 1位昇格     | 井山裕太 xooo  |        | 本戦 ベスト8   | リーグ 6位     |                |                |             |               | 最          | 九段 |
| 2020年 | Sリーグ 4位         | 芝野虎丸 xoxx  |        |                | リーグ 8位陥落 |                | 本戦 2回戦敗退 | 余正麒 xx   | ペア碁        |             |      |
| 2021年 | Sリーグ 3位         | 本戦 ベスト4   |        | 本戦 2回戦敗退 |                | 本戦 初戦敗退  | 本戦 2回戦敗退 |             |               |             |      |
| 2022年 | Sリーグ 3位         | 本戦 初戦敗退  |        | 本戦 初戦敗退  |                |                | 本戦 ベスト8   | 余正麒 xx   | 関西OP        |             |      |
| 2023年 | Sリーグ 6位陥落     | 本戦 初戦敗退  |        | 本戦 ベスト4   |                |                |                |             |               |             |      |
|        | 棋聖                | 十段           | 本因坊 | 碁聖           | 名人           | 王座           | 天元           | 第一位      | 他棋戦        | 関西 棋院賞 | 備考 |